# Halodromus barbarae
Halodromus barbarae là một loài nhện trong họ Philodromidae.
Loài này thuộc chi Halodromus. Halodromus barbarae được miêu tả năm 2009 bởi Muster.